# 1012-es busz
Az 1012-es jelzésű autóbusz Salgótarjánról Budapestre közlekedik Nógrádmegyer, Szécsény, Balassagyarmat, Érsekvadkert és Rétság érintésével naponta 1 indulással. Az autóbusz szabad- és munkaszüneti napokon Szécsényből indul. A vonal csak egy irányba közlekedik, az ellentétes irányba, hasonló útvonalon szécsényi átszállással az 1010-es busszal és a 3075-ös busszal lehet utazni.
A vonalon közlekedő autóbuszok Salgótarján helyközi autóbusz-állomásáról indulnak a 21-es főúton, majd a 22-es főúton Kishartyánig. Kishartyánban lefordul a 21 134-es közútra, amit Benczúrfalváig követ, mielőtt újra rátér a 22-es főútra. Ezen a főúton halad továBbb a rétsági körforgalomig, ahonnan az útját a 2-es főúton folytatja, miközben Vác térségében áttér az M2-es autóútra. Az autóút végén az M0-s körgyűrűn, erről a Megyeri híd előtti lehajtón hajt le újra a 2-es főútra, a Váci útra, és ezen az úton is éri el az Újpest-Városkapu autóbusz-állomást.

## Járművek
A vonalon Alfa Regio buszok közlekednek.

## Megállóhelyei
| 0       | Salgótarján, autóbusz-állomás               | 1010, 1012, 1020, 1021, 1301, 1305, 1347, 1349, 1351, 1447, 3044, 3075, 3080, 3081 Hatvan–Somoskőújfalu-vasútvonal                                                                                      |
| 3       | Salgótarján, baglyasaljai felüljáró         | 3C, 4, 4A, 14, 46 1010, 1020, 1021, 3080 |
| 5       | Salgótarján (Zagyvapálfalva), felüljáró     | 9, 13, 19, 63, 63S 1010, 1020, 1021, 3075, 3080, 3081 |
| 7       | Salgótarján, szécsényi útelágazás           | 9, 13, 19, 63, 63S 1010, 1020, 1021, 3075, 3080, 3081 |
| 13      | Kishartyán, autóbusz-váróterem              | 1010, 3075, 3080, 3081 |
| 16      | Sóshartyán, faluközpont                     | 3075 |
| 20      | Nógrádmegyer, faluszéle                     | 3075 |
| 22-23   | Nógrádmegyer, posta                         | 3075 |
| 25      | Nógrádmegyer, újtelep                       | 3075 |
| 27      | Magyargéc, autóbusz-váróterem               | 3075 |
| 31      | Magyargéc (Kisgéc), Kőbánya bejárati út     | 3075 |
| 36      | Szécsény (Benczúrfalva), autóbusz-váróterem | 3075 |
| 43      | Szécsény, vasútállomás bejárati út          | 1010, 1011, 3075, 3080, 3081 S790 (Szécsény) |
| 45-47   | Szécsény, autóbusz-állomás                  | 1010, 1011, 3075, 3080, 3081 |
| 48      | Szécsény, Egészségügyi centrum              | 3080, 3081, 3084 |
| 49      | Szécsény, újtelep                           | 1010, 1011, 3080, 3081 |
| 55      | Hugyagi elágazás                            | 1010, 3080, 3081, 3305 |
| 56      | Őrhalom, csitári elágazás                   | 1010, 3080, 3081, 3305 |
| 58      | Őrhalom, iskola                             | 1010, 1011, 3080, 3081, 3305 |
| 59      | Őralom, Rákóczi út 138.                     | 1010, 3080, 3081, 3305 |
| 61      | Őrhalom, Mária major                        | 1010, 3080, 3081, 3305 |
| 66      | Balassagyarmat, kórház                      | 1, 1A, 1C, 2, 4, 5B, 6, 6A, 7, 7A, 7B, 8, 8C, 9, 9B 1010, 1011, 3080, 3081, 3305 |
| 68      | Balassagyarmat, Rákóczi út 72.              | 1, 1A, 1C, 2, 4, 6, 6A, 7, 7A, 7B, 8, 8A, 9, 9A, 9B 1010, 3080, 3081, 3305 |
| 70-75   | Balassagyarmat, autóbusz-állomás            | 1A, 2C, 4, 6, 6A, 8, 8A, 9A, 9B, 3314 460 1010, 1011, 1013, 1306, 1308, 3080, 3081, 3305, 3312, 3313, 3315, 3322, 3336, 3340, 3342, 3343, 3344                                                          |
| 79      | Balassagyarmat, Lidl áruház                 | 1C, 6, 6A, 7, 7B, 8, 9, 9A, 9B, 3314 1010, 1011, 1013, 3313, 3336, 3340, 3341, 3343, 3344 |
| 85      | Ipolyszög, bejárati út                      | 1010, 1011, 1013, 3336, 3340, 3313, 3341, 3343, 3344 |
| 87      | Ipolyszög, vasúti megállóhely bejárati út   | 1010, 1013, 3313, 3336, 3340, 3341, 3343, 3344 S750 (Ipolyszög) |
| 89      | Dejtári elágazás                            | 1010, 1013, 3313, 3340, 3343, 3344 |
| 95-96   | Érsekvadkert, Központ                       | 1010, 1011, 1013, 3313, 3336, 3340 |
| 99      | Pusztaberki elágazás                        | 1010, 1011, 1013, 3313, 3336, 3340, 3343 |
| 17      | Tereskei elágazás                           | 1010, 1011, 1013, 3313, 3336, 3340, 3343 |
| 107-112 | Rétság, autóbusz-forduló                    | 328, 329, 332, 336, 337 1010, 1011, 1013, 1014, 3313, 3336, 3340, 3343 |
| 114     | Rétság, Pusztaszántói út (TDK)              | 328, 332, 336 1010, 1011, 1013, 3336 |
| 122     | Szendehely, általános iskola                | 328, 329, 330, 331, 332 1010, 1011, 1013, 1014 |
| 125     | Szendehely-Katalinpuszta                    | 328, 329, 330, 331, 332 1010, 1011, 1013, 1014 |
| 165     | Budapest, Újpest-Városkapu                  | 104, 104A, 121, 122E, 196, 196A, 204 300, 302, 303, 305, 308, 309, 310, 312, 313, 314, 315, 316, 318, 319, 320, 321, 872, 880, 882, 883, 884, 889, 890, 893 1010, 1011, 1013, 1014 S72 Z72 S76 (Újpest) |